# Districtul Phu Pha Man
Phu Pha Man (în thailandeză ภูผาม่าน) este un district (Amphoe) din provincia Khon Kaen, Thailanda, cu o populație de 22.229 de locuitori și o suprafață de 284,6 km².

## Componență
Districtul este subdivizat în 5 subdistricte (tambon), care sunt subdivizate în 41 de sate (muban).
| Nr. | Nume        | În thailandeză | Sate | Locuitori |  |
| --- | ----------- | -------------- | ---- | --------- |  |
| 1.  | Non Don     | โนนคอม         | 8    | 4,111     |  |
| 2.  | Na Fai      | นาฝาย          | 6    | 2,591     |  |
| 3.  | Phu Pha Man | ภูผาม่าน         | 9    | 4,767     |  |
| 4.  | Wang Suap   | วังสวาบ         | 10   | 3,900     |  |
| 5.  | Huai Muang  | ห้วยม่วง         | 8    | 6,860     |  |